# Dernier Été
Dernier été è un film del 1981 diretto da Robert Guédiguian.